# محرك جوجل للبحث عن للأكواد
بحث أكواد جوجل (بالإنجليزية: Google Code Search) هي خدمة في مرحلة التجربة تقدمها جوجل، تسمح للمستخدمين بالبحث عن الشيفرة المصدرية المفتوحة المصدر المتوفرة على الإنترنت. ظهرت الخدمة لأول مرة في 5 أكتوبر، 2006.
تضمنت ميزة البحث باستخدام العوامل (operators).وهي lang:, package:, license: وملف:.
تتوفر الأكواد المتاحة للبحث بعددة صيغ بما في ذلك tar.gz،.tar.bz2،.tar، و.zip، مستودعات نظام النسخ المتلاقية وأباتشي سبفيرجن بالإضافة إلى قصاصات من صفحات HTML مثل ويكيبيديا.

## محرك التعابير النمطية
يتيح الموقع استخدام التعابير النمطية في الاستعلامات (queries)، وهي ميزة غير متوفرة في محركات البحث الأخرى. وهذا يجعلها تشبة grep، لكن على جميع الأكواد الموجودة في العالم. لم تقم قوقل بالكشف عن المنهجية المتبعة في بحثها، لكن يبدو أنها جمعت الأرقام القياسية لـprecomputed مع بوزيكس المتوافقه مع محرك التعابير النمطية.
يحتوي أرشيف جوجل كود على أكثر من 1.4 مليون مشروع، و 1.5 مليون عملية تنزيل، و 12.6 مليون إصدار.
يدعم بحث كود جوجل بناء الجملة للتعابير العادية في POSIX، باستثناء الإرجاع الخلفي (back-references)، جمع العناصر، وجمع الفئات.

## لغات البرمجة المدعومة
قائمة اللغات المعتمدة رسميا متغيرة بشكل مستمر. القائمة التالية صحيحة اعتباراً من اعتبارًا من 31 ديسمبر 2010:
| - ActionScript - Ada - AppleScript - ASP - Assembly - Autoconf - Automake - Awk - Basic/Visual Basic - Batch file - C - C++ - C# - Caja | - COBOL - ColdFusion - Configure script - CSS - D - Eiffel - Erlang - Fortran - Go - Haskell - Inform - Java - JavaScript - JSP - Lex | - Limbo - Lisp - LolCode - Lua - m4 - Makefile - Maple - Mathematica - Matlab - Message catalog - Modula-2 - Modula-3 - Objective-C - OCaml - Pascal/Delphi | - Perl - PHP - Plain Old Documentation - Prolog - Protocol Buffers - Python - R - REBOL - Ruby - SAS script - Scheme - Scilab - Shell - SGML - Smalltalk | - SQL - Standard ML - SVG - Tcl - TeX/LaTeX - Texinfo - Troff - Verilog - VHDL - Vim script - XSLT - XUL - Yacc |

يمكن البحث عن اللغات التي لم يتم دعمها بشكل رسمي باستخدام ملف: لمطابقة الامتداد المشهور للغة.